# République socialiste soviétique de Biélorussie
1919–1991
(72 ans)
Occupation allemande entre 1941 et 1944
Entités précédentes :
- RSS lituano-biélorusse
- Pologne

Entités suivantes :
- Biélorussie

La république socialiste soviétique de Biélorussie (en biélorusse Беларуская Савецкая Сацыялістычная Рэспубліка, Belarouskaïa Savietskaïa Satsyialistytchnaïa Respoublika ; en russe Белорусская Советская Социалистическая Республика, Belorousskaïa Sovietskaïa Sotsialistitcheskaïa Respoublik ; littéralement « République socialiste des conseils bélarusse / biélorusse ») ou plus rarement en français république socialiste soviétique de Bélarus était l'une des quinze républiques membres de l'Union soviétique avant la dissolution de cette dernière en 1991.

## Histoire
Pour des articles plus généraux, voir Histoire de la Biélorussie et Traité relatif à la formation de l'Union des républiques socialistes soviétiques.
Avant la Première Guerre mondiale, la Biélorussie faisait partie de l'Empire russe. Elle s'érigea pour la première fois en État le 25 mars 1918 en constituant la République populaire biélorusse. Cette république éphémère fut renversée peu après le retrait de l'armée allemande. Le 1er janvier 1919, fut proclamée la république socialiste soviétique de Biélorussie (RSSB). Mais elle fut rapidement dissoute et son territoire partagé entre la RSFS de Russie et la nouvelle République socialiste soviétique lituano-biélorusse. Cette dernière n'eut également qu'une brève existence, en raison de la guerre russo-polonaise de 1920 et de l'invasion polonaise. Le territoire de la Biélorussie fut ensuite partagé entre la Pologne et la Russie et la RSSB fut rétablie. Elle devint, en 1922 (pour la partie orientale du pays), l'une des républiques fondatrices de l'Union soviétique. À partir de cette date, elle fut connue sous le nom de république socialiste soviétique de Biélorussie.
Le district autonome polonais de Dzierzynszczyzna fut créé en 1932 autour de Dziarjynsk, ville proche de Minsk renommée la même année en l'honneur de Félix Dzerjinski, fondateur de la Tchéka d'origine polonaise. Ce district autonome devait servir de point de départ à une future Pologne soviétique, mais ses habitants résistèrent à la collectivisation de l'agriculture et aux campagnes antireligieuses, si bien qu'il fut dissous en 1935. Une grande partie de ses habitants polonais fut déportée au Kazakhstan ou victime des Grandes Purges.
Après la signature du pacte germano-soviétique, l'Union soviétique envahit en septembre 1939 la partie polonaise de la Biélorussie, qui fut alors annexée et incorporée à la RSS de Biélorussie. Une partie de ce territoire fut par la suite rattachée à la RSS de Lituanie.
Entre 1941 et 1944, lors de l'occupation Allemande de la Biélorussie, la république perdra environ 26 % de sa population de mort violente, à la suite des combats, bombardements, et divers crimes des Nazis, dont l'élimination de la plus grande partie de la minorité Juive de Biélorussie.
Après la Seconde Guerre mondiale, la Biélorussie se vit accorder, le 29 juin 1945, un siège à l'Assemblée générale des Nations unies conjointement avec l'Union soviétique et la RSS d'Ukraine, devenant ainsi l'un des membres fondateurs de l'ONU.

### Indépendance
À la suite du putsch de Moscou d'août 1991, le soviet suprême de Biélorussie proclama son indépendance de l'Union des républiques socialistes soviétiques le 25 août 1991 et la république fut rebaptisée « république de Bélarus » le 19 septembre. Elle fut l'un des signataires, ainsi que la Russie et l'Ukraine, des accords de Belaveja, qui créèrent la Communauté des États indépendants, le 8 décembre 1991.

## Politique et gouvernement

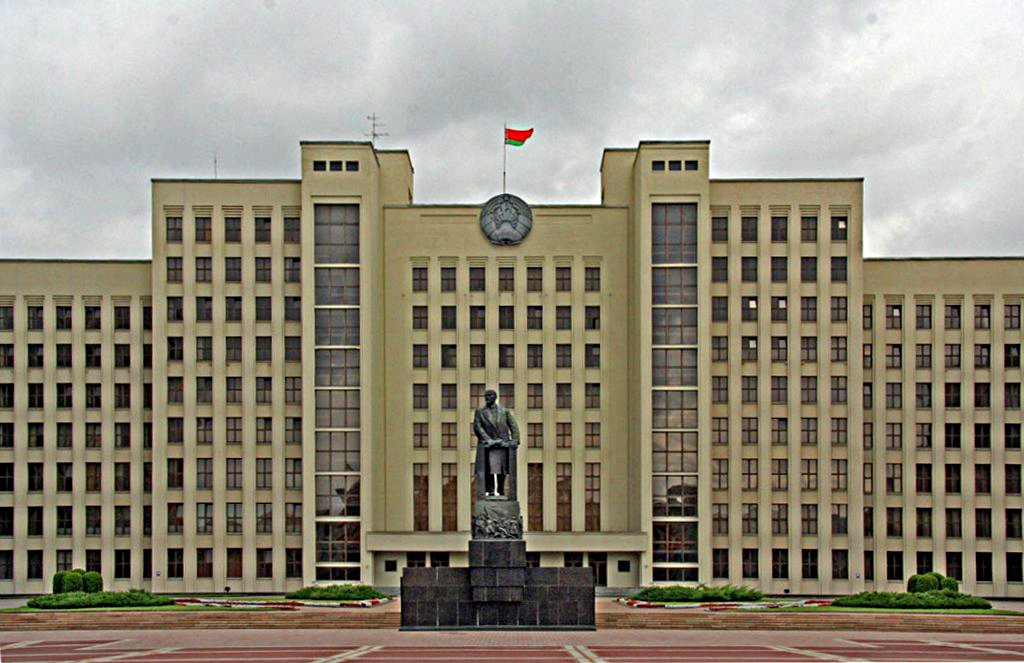
Le Soviet suprême de Biélorussie se réunit pour ses sessions législatives à Minsk.

Jusqu'en 1990, la Biélorussie était une république socialiste soviétique à parti unique, gouvernée par le Parti communiste Biélorusse (en), une branche du Parti communiste de l'Union soviétique (PCUS). Comme toutes les autres républiques soviétiques, elle était l'une des 15 républiques constitutives de l'Union soviétique depuis son entrée dans l'Union en 1922 jusqu'à sa dissolution en 1991. Le pouvoir exécutif était exercé par les autorités du Parti communiste biélorusse, au sommet duquel siège le président du Conseil des ministres. Le pouvoir législatif était confié au parlement monocaméral, le Soviet suprême de Biélorussie (en), également dominé par le parti communiste.